# Dinamo Tbilisi
El Dinamo Tbilisi (en georgiano: დინამო თბილისი ) es un club polideportivo de Tiflis, Georgia. Fue fundado en 1925 y formaba parte de la sociedad deportiva soviética Dinamo.
Entre sus más altos honores está el trofeo europeo ganado por su equipo de fútbol, el FC Dinamo Tbilisi, que ganó la Recopa de Europa en 1981 batiendo al FC Carl Zeiss Jena de Alemania del Este por 2-1 en la final de Düsseldorf. En su sección de baloncesto, el club ganó la Copa de Campeones de Europa en 1962, contra el Real Madrid en la final, y también fue finalista de Campeones de la Copa de Europa en 1960.
Los equipos del club son:
- FC Dinamo Tbilisi - club de fútbol
- BC Dinamo Tbilisi - equipo de baloncesto